# Laurin & Klement FC
Laurin & Klement FC byl závodní automobil vyráběný od roku 1907 do roku 1909 rakousko-uherskou automobilkou Laurin & Klement.
Vpředu uložený motor s rozvodem SV poháněl zadní kola. Vůz měl objem 2438 cm³, některé kusy měly jiný. Mohl jet až 90 km/h. Rozvor byl 2448 mm, rozchod 1300 mm vpředu i vzadu, obě nápravy byly tuhé s listovými pery.

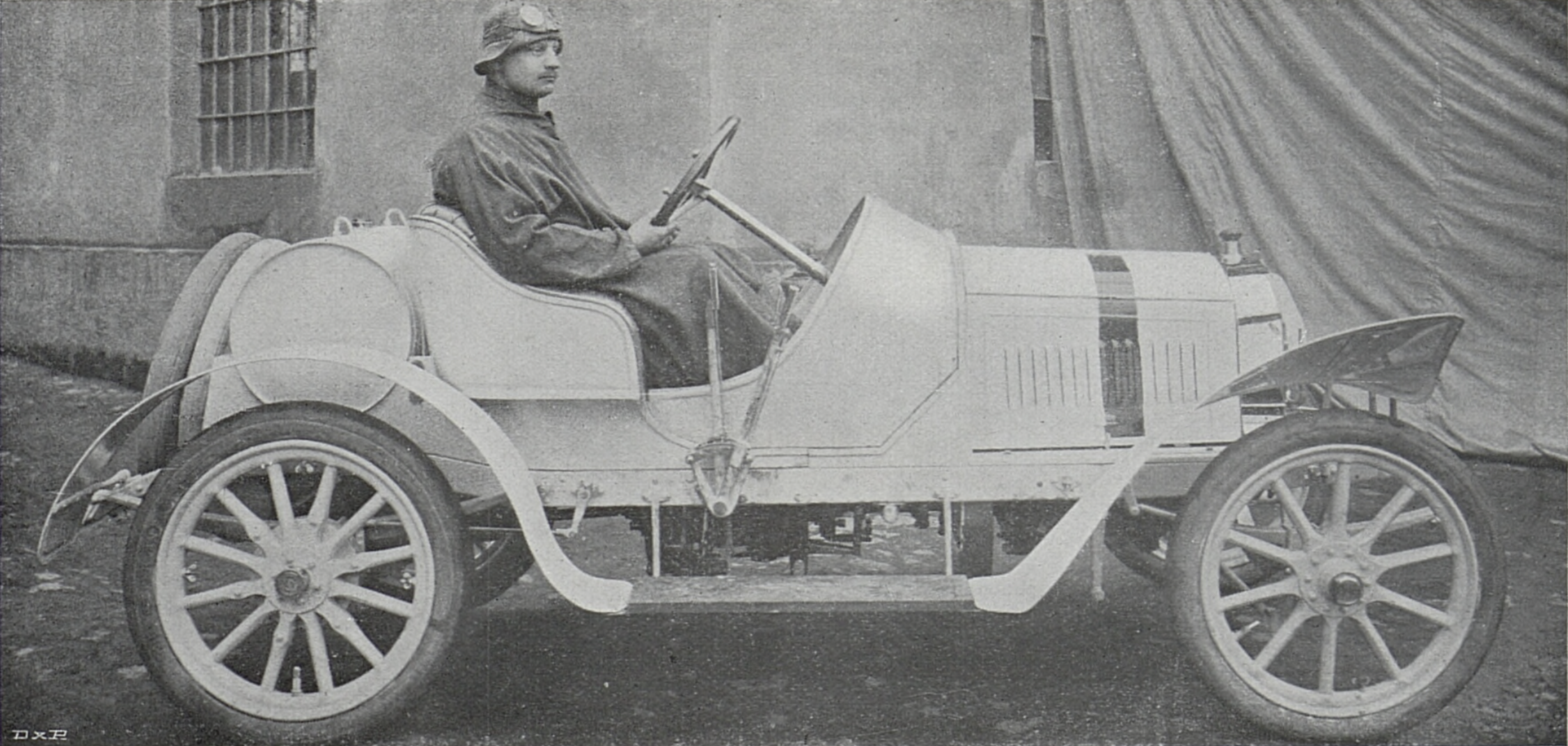
Otto Hieronimus se strojem Laurin & Klement FC, se kterým zvítězil v závodě Petrohrad – Moskva (1908)

Celkem bylo vyrobeno 19 vozů. V květnu 1908 na tomto stroji zvítězil ve své třídě Otto Hieronimus, tehdejší šéfkonstruktér továrny Laurin & Klement, v závodě St. Petersburg – Moskva.